# Pritam Singh
Pritam Singh ( pendjabi : ਪ੍ਰੀਤਮ ਸਿੰਘ ; chinois:  毕丹星 ; tamoul : பிரித்தாம் சிங் ; né le 2 août 1976)  est un homme politique, avocat et auteur singapourien. Il est secrétaire général du Workers' Party of Singapour (parti des travailleurs de Singapour, sociaux-démocrate) depuis 2018 et chef de l'opposition depuis 2020. Il est le membre du Parlement (MP) représentant le Aljunied Group Representation Constituency (GRC) pour Eunos depuis le 7 mai 2011, et a été le chef officieux de l'opposition à partir du 8 avril 2018. Après les élections législatives singapouriennes de 2020, son parti devint le plus grand parti d'opposition au Parlement. Il a par la suite été nommé chef de l'opposition par le Premier ministre Lee Hsien Loong.
Pritam Singh est diplômé de l'Université nationale de Singapour, où il a obtenu un baccalauréat ès arts en histoire en 2000. En 1999, il a remporté le Straits Steamship Prize, le récompensant d'avoir été le meilleur étudiant en histoire et en sciences politiques de son cursus. Il a ensuite reçu une bourse Chevening pour des études de troisième cycle au King's College de Londres, où il a obtenu une maîtrise ès arts en études de guerre en 2004.
Il a rejoint le Parti des travailleurs en 2011 et a travaillé comme responsable du parti et chargé de recherche avant d'être élu au Parlement. La même année, Pritam Singh a obtenu un doctorat en droit à la Singapore Management University et a été habilité à exercer la profession d'avocat . En 2013, il a rejoint le département contentieux et règlement des différends de Donaldson & Burkinshaw, le plus ancien cabinet d'avocats de Singapour.
Élu au Parlement lors des élections législatives singapouriennes de 2011, il conservera son siège lors des élections suivantes. Singh a été élu secrétaire général du Parti des travailleurs le 8 avril 2018 dans le cadre d'un renouvellement de la direction, succédant à Low Thia Khiang.

## Éducation
Singh a étudié à l'école primaire de Woodsville, à l'école primaire de Belvedere, à l'école secondaire de Saint Thomas puis au Jurong Junior College. Il a reçu la bourse d'études locale des Forces armées de Singapour pour ses études de premier cycle à l'Université nationale de Singapour, où il a obtenu un baccalauréat ès arts en 2000. Singh a également obtenu un diplôme en études islamiques de l'Université islamique internationale de Malaisie en 2005.

## Carrière

### Carrière militaire
Singh s'est enrôlé dans les forces armées de Singapour en 1994 et a été officier de carrière de 1996 à 2002. Pendant son service, il occupait le poste d'ingénieur de combat. À l'heure actuelle, il est commandant de réserve avec le grade de major.

### Carrière
En 2007, Singh a fondé Opinion Asia, un site de commentaires en ligne axé sur les questions politiques liées à l'Asie et aux Asiatiques.
Lors des élections législatives singapouriennes de 2011, Singh a fait partie de l'équipe du Parti des travailleurs qui s'est présentée au groupe de représentation constituante Aljunied GRC .Cette équipe comprenant cinq membres au total était constituée du secrétaire général du parti, Low Thia Khiang, la présidente Sylvia Lim et les membres Chen Show Mao et Muhamad Faisal bin Abdul Manap. Face à l'équipe du Parti d'action populaire (PAP), dirigé par l'ancien ministre des Affaires étrangères George Yeo, l'équipe du Parti des travailleurs a battu l'équipe du PAP par 72 289 voix (54,7%) contre 59 829 (45,2%). C'est la première fois dans l'histoire de Singapour qu'un parti d'opposition remporta une élection dans un GRC.
Depuis les élections, Singh a représenté le quartier d'Eunos au sein de la circonscription au Parlement. Singh a été nommé secrétaire général adjoint du Conseil exécutif du parti.

#### Direction du Parti des Travailleurs (Worker's Party)
En 2017, Low Thia Khiang a annoncé qu'il envisageait de prendre sa retraite et qu'il souhaitait renouveler le parti avec des personnalités plus jeunes. Une grande majorité considère alors Singh comme le prochain chef du Parti des travailleurs pour les prochaines élections devant se tenir en 2021. Par la suite, Singh sera finalement nommé secrétaire général du Parti le 8 avril 2018 après la démission de Low, faisant de lui le chef de l'opposition, le Parti des travailleurs étant le seul parti d'opposition au Parlement.

#### élection législatives 2020
Lors des élections législatives de 2020 , Singh, Sylvia Lim, Muhamad Faisal Manap ainsi que Gerald Giam et Leon Perera, furent réélus pour représenter Aljunied GRC, avec une part accrue des voix de 59,95%, battant l'équipe PAP qui reçut 40,05%. Le Parti des Travailleurs remporta également Hougang SMC, son fief détenu depuis 1991, et le Sengkang GRC, qui avait été créé la première fois que le Parti des Travailleurs avait remporté une élection générale dans un deuxième GRC.

#### Chef de l'opposition
À la suite des élections de 2020, au cours desquelles le Parti des travailleurs a réussi à remporter dix sièges, le Premier ministre Lee Hsien Loong a décidé de désigner officiellement Singh comme chef de l'opposition, et a déclaré qu'il serait accompagné du personnel et des ressources appropriés pour remplir son nouveau rôle. Avant cela, le chef de l'opposition n'occupait pas un poste officiel au Parlement, puisque la Constitution et le règlement intérieur du Parlement ne prévoyaient pas un tel poste. Avec la création du bureau officiel, le Parlement annonça que le titulaire du poste toucherait un salaire annuel de 385 000 dollars singapouriens, soit le double du salaire d'un député ordinaire. Singh a pris la décision de faire don de la moitié de l'augmentation de ce salaire à des causes caritatives ainsi qu'aux besoins de ses résidents. En février 2025, Pritam Singh est reconnu coupable de deux chefs d'accusation de mensonge sous serment devant le Comité des privilèges et condamné à une amende de 7 000 S$ par chef d'accusation, mais n'est pas disqualifié en tant que membre du Parlement singapourien.

## Vie privée
Singh est un Singapourien d'ascendance pendjabi et un Sikh pratiquant. Il est marié à la singapourienne Loveleen Kaur Walia qui travaille dans le milieu du théâtre, avec qui il a deux filles.